# Свінка (річка)

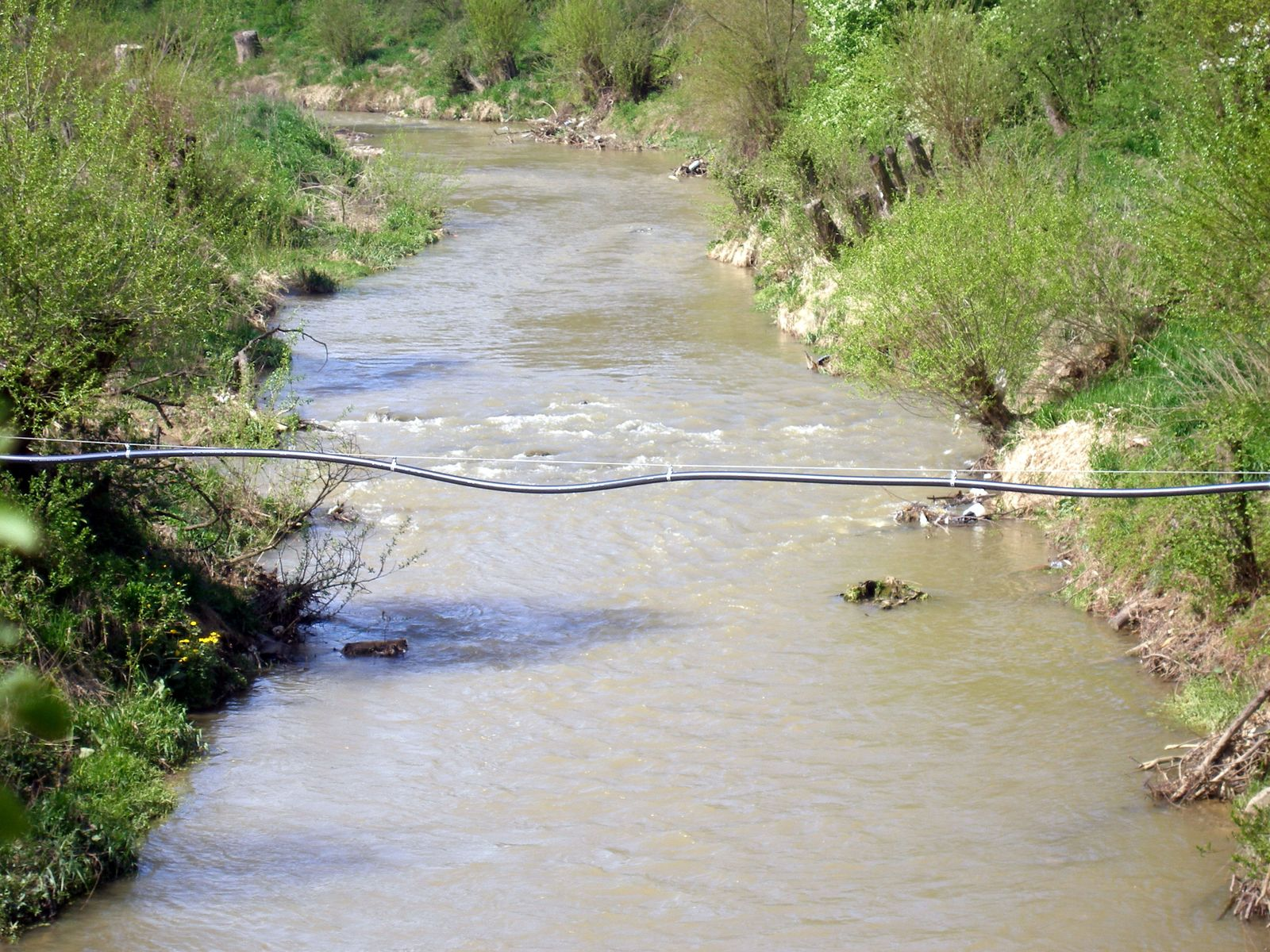
Річка Свінка біля села Янов

Свінка (словац. Svinka) — річка в Словаччині, ліва притока Горнаду. Утворюється злиттям річок Велика Свінка і Мала Свінка. Згідно з пізнішою класифікацією назва Велика Свінка не використовується і Мала Свінка є притокою Свінки.

## Опис
Річка Свінка є частиною водної системи Свінка →Горнад →Шайо →Тиса →Дунай →Чорне море.
Довжина річки 50,8 км, площа басейну 344,56 км², середній стік 1,90 м³/сек. Свінка бере початок у гірському масиві Смрековиця хребта Браніско на висоті 1000 метрів, тече через Шариську височину, через край гірського масиву Ч'єрна Гора, впадає в Горнад біля села Кисак. 40 % території водозбірного басейну займають ліси. Населені пункти на річці: Гендриховце, Хминяни, Хминянська Нова Вес, Коятіце, Рокіцані, Бзенов, Янов, Радатіце, Обішовце, Кисак.

## Мала Свінка
Мала Свінка, головна притока Свінки, бере початок в гірському масиві Бахурень під горою Жлябка на висоті близько 910 метрів. Тече у східному напрямку вздовж села Ренчишів, приймає Ренчишівський струмок і повертає на південний схід. З лівого боку приймає струмок Стрем і далі тече через села Узовські Пекляни, Яровниці, Лажані. Далі, сильно звиваючись, тече вздовж села Свінья, біля села Коятіце впадає у Свінку.